# Saut en longueur masculin aux Jeux olympiques d'été de 1992
Pour un article plus général, voir Athlétisme aux Jeux olympiques d'été de 1992.
Navigation
Séoul 1988 Atlanta 1996
L'épreuve du saut en longueur masculin aux Jeux olympiques de 1992 s'est déroulée les 5 et 6 août 1992 au Stade de Montjuïc de Barcelone, en Espagne. Elle est remportée par l'Américain Carl Lewis.

## Résultats

### Finale
| Rang               | Athlète           | Pays                        | Essais | Essais | Essais | Essais | Essais | Essais | Marque | Note |
| Rang               | Athlète           | Pays                        | 1      | 2      | 3      | 4      | 5      | 6      | Marque | Note |
| ------------------ | ----------------- | --------------------------- | ------ | ------ | ------ | ------ | ------ | ------ | ------ | ---- |
| Médaille d'or      | Carl Lewis        | États-Unis                  | 8,67   | 8,33   | X      | X      | 8,50   | 8,50   | 8,67   |      |
| Médaille d'argent  | Mike Powell       | États-Unis                  | 7,95   | 8,22   | 8,33   | X      | 8,53   | 8,64   | 8,64   |      |
| Médaille de bronze | Joe Greene        | États-Unis                  | X      | X      | 7,88   | 8,34   | 8,14   | X      | 8,34   |      |
| 4                  | Iván Pedroso      | Cuba                        | 7,79   | 8,11   | 8,01   | 7,98   | 8,11   | 7,51   | 8,11   |      |
| 5                  | Jaime Jefferson   | Cuba                        | 7,30   | 7,69   | 8,08   | 7,93   | 8,00   | X      | 8,08   |      |
| 6                  | Kostas Koukodimos | Grèce                       | 7,30   | 7,99   | 7,92   | 8,04   | 7,88   | 7,50   | 8,04   |      |
| 7                  | Dmitriy Bagryanov | Équipe unifiée de l’ex-URSS | 7,79   | 5,74   | X      | 7,98   | 7,88   | 7,84   | 7,98   |      |
| 8                  | Huang Geng        | Chine                       | 7,33   | 7,58   | 7,87   | 7,79   | 7,55   | 7,65   | 7,87   |      |
| 9                  | Borut Bilač       | Slovénie                    | X      | 7,60   | 7,76   |        |        |        | 7,76   |      |
| 10                 | Chen Zunrong      | Chine                       | 7,71   | 7,47   | 7,75   |        |        |        | 7,75   |      |
| 11                 | Dave Culbert      | Australie                   | 7,36   | 7,30   | 7,73   |        |        |        | 7,73   |      |
| 12                 | Bogdan Tudor      | Roumanie                    | 7,26   | 7,37   | 7,61   |        |        |        | 7,61   |      |

## Légende
Records et Performances
- AR : Record continental (area record)
- CR : Record des championnats (championship record)
- MR : Record du meeting (meet record)
- NR : Record national (national record)
- OR : Record olympique (olympic record)
- PR : Record paralympique (paralympic record)
- PB : Record personnel (personal best)
- SB : Meilleure performance personnelle de la saison (season's best)
- WL : Meilleure performance mondiale de l'année (world leader)
- WJR : Record du monde junior (world junior record)
- WR : Record du monde (world record)

Circonstances et Conditions
- DNF : N'a pas terminé (did not finish)
- DNS : N'a pas pris le départ (did not start)
- DQ : Disqualification (disqualification)
- NM : Aucun essai valable enregistré (No Mark)
- Q : Qualifié « directement » au prochain tour (ou à la prochaine compétition), lors d'une compétition majeure, grâce au classement ou à la réalisation des minima (automatic qualifier)
- q : Qualifié au prochain tour (ou à la prochaine compétition), lors d'une compétition majeure, grâce au repêchage ou à la réalisation de l'une des meilleures performances parmi celles des « non qualifiés directement » (grâce au meilleur temps ou à la meilleure distance par exemple) (secondary qualifier)